# Renata Dominguez
Renata Santos Domínguez (Rio de Janeiro, 31 de Janeiro de 1980) é uma atriz e apresentadora brasileira.

## Biografia
Viveu sua infância em Goiás, onde estudava num colégio de freiras, e depois, aos 13 anos, mudou-se para o Equador com sua família.

## Carreira
A carreira de Renata na televisão se divide em duas etapas: como apresentadora no Equador, de 1993 a 1999, e como atriz no Brasil, a partir de 2000. Aos 12 anos, iniciou sua carreira no Equador, quando seu pai, foi transferido a trabalho para o país. Ela participava de um curso de dança quando foi chamada para testes de um programa infanto-juvenil de uma emissora local. Porém, o teste para o grupo de bailarinas do programa se transformou em uma vaga para apresentadora. Apresentou programas de games, estilo VJ, infantil, intercolegial, programas de variedades, ao vivo e gravados, diários e semanais, gravou algumas músicas e fez turnê pelo país. Ao todo foram seis programas em três emissoras diferentes (Ecuavisa, Teleamazonas e SiTv), foi embaixadora da Unicef no Equador e representante oficial da marca Walt Disney no país. O fato de ser brasileira impulsionou sua carreira num país marcado pela rivalidade das suas principais regiões (Guayaquil-litoral e Quito-serra). Sendo estrangeira, a apresentadora ficava de fora de qualquer preconceito regional e tinha aceitação nacional.
De volta ao Brasil, entrou para o grupo teatral Tablado e foi aprovada para a peça Jonas e a Baleia, um espetáculo bíblico de Maria Clara Machado. Depois fez o espetáculo Navalha na Carne, onde interpretou Neusa. Fez um teste em espanhol para Vale Todo, em 2001, e acabou sendo contratada para Malhação, ficando no ar por anos. Devido ao grande sucesso foi contratada pela Rede Record, onde participou das novelas, A Escrava Isaura, Prova de Amor, Bicho do Mato, Amor e Intrigas, Promessas de Amor e na minissérie Rei Davi. Em 2014, faz sua estreia no cinema, interpretando Valentina, no filme Vestido Pra Casar. Em 2016, Renata fez uma participação em Malhação: Seu Lugar no Mundo, interpretando a personagem Suzana. Em seguida, ela interpretou a personagem Sirlene, na novela Sol Nascente.
Em 2021 fez seu retorno a TV onde foi confirmada no talent-show Bake Off Celebridades, onde foi vice-campeã. E em 26 de abril do mesmo ano foi confirmada juntamente com seu marido Leandro Gléria na quinta temporada do reality show Power Couple Brasil da RecordTV. Eles foram o nono casal eliminado do programa com 28,73% dos votos para ficar em uma D.R. contra Li Martins & JP Mantovani e Matheus Yurley & Mari Matarazzo, ficando em 5.º lugar na competição.

## Vida pessoal
Em 2003, começou a namorar o diretor Edson Spinello, que era diretor geral de Malhação, com quem manteve um relacionamento estável por longos anos, embora tenha vindo a se casar oficial apenas em 31 de janeiro de 2013. Após doze anos de relacionamento, o casal se separou, em 2015. Em 2019, começou a se relacionar com o profissional de relações públicas Leandro Gléria, com quem se casou em 20 de março de 2021.
Em 21 de julho de 2022, anunciou publicamente em suas redes sociais que estava a espera de seu primeiro filho junto a seu marido Leandro Gléria.  Em dezembro, nasceu sua filha Giulia.

## Filmografia

### Televisão
| Ano     | Título                       | Personagem / Cargo            | Notas                                  |
| ------- | ---------------------------- | ----------------------------- | -------------------------------------- |
| 1993–94 | Barra Libre                  | Apresentadora                 |                                        |
| 1994    | El Ascensor Musical          | Apresentadora                 |                                        |
| 1995    | Club Disney                  | Apresentadora                 |                                        |
| 1995    | Club Disney Tazos            | Apresentadora                 |                                        |
| 1996    | El Rey de La Playa           | Apresentadora                 |                                        |
| 1997–99 | Samba-K-Nuta                 | Apresentadora                 |                                        |
| 2001–04 | Malhação                     | Solene Ribeiro da Silva (Sol) | Temporadas 8–10                        |
| 2004    | A Escrava Isaura             | Branca Villela                |                                        |
| 2005    | Prova de Amor                | Patrícia Lopo (Paty)          |                                        |
| 2006    | Bicho do Mato                | Cecília de Sá Freitas         |                                        |
| 2007    | Amor e Intrigas              | Valquíria Pereira             |                                        |
| 2009    | Promessas de Amor            | Sofia Drumont Cordeiro        |                                        |
| 2012    | Rei Davi                     | Bate-Seba                     |                                        |
| 2013    | Casamento Blindado           | Clarinha                      | Especial de final de ano               |
| 2015    | Na Mira do Crime             | Luana                         |                                        |
| 2015    | Tomara que Caia              | Alice Gomes                   | Episódio: "Quem não Morre não Vê Deus" |
| 2016    | Malhação: Seu Lugar no Mundo | Suzana                        | Episódio: "26–28 de janeiro"           |
| 2016    | Sol Nascente                 | Sirlene da Silva              |                                        |
| 2017    | Super Chef Celebridades      | Participante                  | Temporada 6                            |
| 2018    | Deus Salve o Rei             | Belisa                        |                                        |
| 2020    | Os Roni                      | Isadora                       | Episódio: "Esse Brechó é uma Viagem"   |
| 2021    | Bake Off Celebridades        | Participante                  | Temporada 1                            |
| 2021    | Power Couple                 | Participante                  | Temporada 5                            |

### Cinema
| Ano  | Título            | Personagem |
| ---- | ----------------- | ---------- |
| 2014 | Vestido pra Casar | Valentina  |

## Teatro
| Ano     | Título           | Personagem          |
| ------- | ---------------- | ------------------- |
| 2000    | Navalha na Carne | Neusa Sueli         |
| 2000–01 | Jonas e a Baleia | Bailarina de Nínive |
| 2002    | Quatro Amores    | Patrícia            |

## Prêmios e indicações
| Ano  | Prêmio                     | Categoria                           | Trabalho        | Resultado |
| ---- | -------------------------- | ----------------------------------- | --------------- | --------- |
| 2006 | Prêmio Contigo! de TV      | Melhor Atriz Coadjuvante            | Prova de Amor   | Indicada  |
| 2007 | Prêmio Contigo! de TV      | Par Romântico (com André Bankoff)   | Bicho do Mato   | Indicada  |
| 2008 | Prêmio Extra de Televisão  | Melhor Atriz                        | Amor e Intrigas | Indicada  |
| 2008 | Prêmio Contigo! de TV      | Melhor Atriz                        | Amor e Intrigas | Indicada  |
| 2012 | Prêmio Master de Qualidade | Melhor Atriz                        | Rei Davi        | Venceu    |
| 2013 | Prêmio Contigo! de TV      | Melhor Atriz de série ou minissérie | Rei Davi        | Indicada  |